# Bevington
Bevington és una població dels Estats Units a l'estat d'Iowa. Segons el cens del 2000 tenia 58 habitants.

## Demografia
Segons el cens del 2000, Bevington tenia 58 habitants, 24 habitatges, i 16 famílies. La densitat de població era de 82,9 habitants per km².
Dels 24 habitatges en un 33,3% hi vivien nens de menys de 18 anys, en un 62,5% hi vivien parelles casades, en un 4,2% dones solteres, i en un 33,3% no eren unitats familiars. En el 20,8% dels habitatges hi vivien persones soles el 4,2% de les quals corresponia a persones de 65 anys o més que vivien soles. El nombre mitjà de persones vivint en cada habitatge era de 2,42 i el nombre mitjà de persones que vivien en cada família era de 2,88.
Per edats la població es repartia de la següent manera: un 20,7% tenia menys de 18 anys, un 12,1% entre 18 i 24, un 34,5% entre 25 i 44, un 22,4% de 45 a 60 i un 10,3% 65 anys o més.
L'edat mediana era de 37 anys. Per cada 100 dones de 18 o més anys hi havia 109,1 homes.
La renda mediana per habitatge era de 31.875 $ i la renda mediana per família de 35.000 $. Els homes tenien una renda mediana de 28.125 $ mentre que les dones 16.250 $. La renda per capita de la població era de 16.592 $. Cap de les famílies i el 3,9% de la població estaven per davall del llindar de pobresa.

## Poblacions més properes
El següent diagrama mostra les poblacions més properes.